# Font de Sant Bartomeu de Cabanyes
La Font de Sant Bartomeu de Cabanyes es troba al Parc de la Serralada Litoral, la qual és la que dona el cabal inicial al torrent homònim.

## Entorn i descripció
És un doll natural que, amb més o menys cabal, raja tot l'any i és considerat potable. La font és de factura senzilla, però l'entorn és ombrívol i agradable, ideal per a fer una fontada. Cal destacar l'alzina que hi ha gairebé al capdamunt de la font. Quan comencem a baixar des de la carretera pel camí de la font ho fem entre bosc de pi però, ben aviat, en acostar-nos a la font, podem observar el canvi de vegetació a causa de la humitat del subsòl. L'arbrat passa a ser de ribera, amb predomini dels plàtans. Abans d'això, però, cal no perdre's la magnífica estampa d'un pi que hi ha a tocar del camí. Forma un torrent que, a la plana, desguassa al Mogent.

## Accés
És ubicada a la Roca del Vallès. Al coll de Sant Bartomeu, BV-5106 de la Roca del Vallès a Òrrius, just on surt la pista cap a l'ermita de Sant Bartomeu de Cabanyes, hi ha un pal que indica el camí de la font, que es troba a 310 metres. Coordenades: x=445095 y=4601622 z=345.